# The Demon (film 1918)
The Demon è un film muto del 1918 diretto da George D. Baker. La sceneggiatura si basa su un romanzo di Mrs. Alice Muriel Williamson e Charles Norris Williamson di cui non si conosce la data di pubblicazione.

## Trama
Jim Lassells, recatosi in Africa per trovare le prove della morte del cugino Harold Brooks, viene a sapere che è stato uccido da un sultano algerino. Essendo l'unico erede di Brooks, Jim entra in possesso della fortuna del cugino. Sempre in Africa, compera al mercato degli schiavi Perdita, una giovane che lui manda in Corsica, a studiare in un convento.
Qualche anno dopo, Jim - che si trova in Corsica insieme alla duchessa di Westgate e a sua figlia, Lady Lilah Grey - incontra Perdita. Scopre che la ragazza non solo è una principessa persiana ma anche la figlia perduta di Brooks e, quindi, la legittima erede della fortuna di suo cugino. Perdita, che si è innamorata di Jim, coinvolge il romantico conte Theodore de Seramo nel suo progetto di rapire la duchessa e sua figlia per separare la sua rivale da Jim. Theodore e la duchessa finiranno per fidanzarsi mentre Perdita, a cui Jim ha offerto la sua fortuna, dichiara il suo amore per lui accettando di sposarlo.

## Produzione
Il film fu prodotto dalla Metro Pictures Corporation.

## Distribuzione
Il copyright del film, richiesto dalla Metro Pictures Corp., fu registrato il 25 luglio 1918 con il numero LP12689.
Distribuito dalla Metro Pictures Corporation, il film uscì nelle sale cinematografiche USA il 22 luglio 1918.